# Élisée Cavaillon
Élisée Cavaillon, né à Nîmes le 8 mars 1873 et mort à Paris le 5 mai 1954, est un sculpteur et peintre français.

## Biographie
Élisée Cavaillon expose à la Société nationale des beaux-arts de 1903 à 1925 ainsi qu'au Salon d'automne — dont il est sociétaire dès 1913 — et au Salon des Tuileries depuis sa création. 
Son exposition particulière aux Quatre chemins en 1928 est remarquée ainsi que, l'année suivante, celle qu'il fait à la galerie Vignal. 
Membre de la Bande à Schnegg, après la Première Guerre mondiale, il décide de se consacrer à la peinture.
Ses œuvres sont conservées dans le cabinet du préfet de Versailles et aux musées des Beaux-Arts art de Nîmes, Carpentras et Tarbes. Le jardin public de Quimper abrite une de ses sculptures.
Il meurt le 5 mai 1954 à l'hôpital Necker dans le 15e arrondissement de Paris, et, est inhumé au Cimetière parisien de Bagneux (47e division).